# Кубок Відня з футболу 1907
Кубок Відня 1907 — перший розіграш Кубка Відня. Переможцем змагань став клуб «Ферст Вієнна», який у фіналі обіграв «Флорідсдорфер» з рахунком 1:0.
Змагання було організоване як заміна відміненого чемпіонату Відня 1906/07. Участь у кубку не була обов'язковою, крім того, календар розіграшу був несприятливий для низки найсильніших клубів Відня. З цих причин окремі клуби не виявили серйозного інтересу до змагання, виставивши на нього резервні склади.

## Перший раунд
| Команда 1           | Рахунок | Команда 2              |
| ------------------- | ------- | ---------------------- |
| 9 червня 1907       |         |                        |
| «Оріон»             | 4:1     | «Таубштуммен»          |
| «Остмарк»           | 2:1     | «Вінер Кіккер»         |
| «Аустрія»           | ?:?     | «Рудольфшюгель»        |
| «Фаворітнер Спарта» | ?:?     | «Фаворит»              |
| «Флорідсдорфер»     | ?:?     | «Рудольфзгаймер Шпорт» |
| 16 червня 1907      |         |                        |
| «Реннвег»           | 0:10    | «Зіммерингер»          |
| «Фенікс»            | 1:5     | «Слован»               |

- «Вікторія», «Рапід», «Ред Стар», «Ферст Вієнна» пройшли в другий раунд без гри.

## Другий раунд
| Команда 1      | Рахунок    | Команда 2      |
| -------------- | ---------- | -------------- |
| 16 червня 1907 |            |                |
| «Фаворит»      | 2:1 (д.ч.) | «Вінер Кіккер» |
| «Оріон»        | ?:?        | «Ред Стар»     |
| 23 червня 1907 |            |                |
| «Зіммерингер»  | 2:5        | «Слован»       |

- «Вікторія», «Рапід», «Рудольфшюгель», «Ферст Вієнна» і «Флорідсдорфер» пройшли в чвертьфінал без гри.

## Чвертьфінал
| Команда 1      | Рахунок | Команда 2       |
| -------------- | ------- | --------------- |
| 29 червня 1907 |         |                 |
| «Вікторія»     | 6:2     | «Фаворит»       |
| «Рапід»        | 0:2     | «Флорідсдорфер» |
| «Ред Стар»     | 1:3     | «Рудольфшюгель» |
| «Ферст Вієнна» | 3:0     | «Слован»        |

## Півфінал
| Команда 1       | Рахунок | Команда 2       |
| --------------- | ------- | --------------- |
| 30 червня 1907  |         |                 |
| «Ферст Вієнна»  | 3:0     | «ВІкторія»      |
| 7 липня 1907    |         |                 |
| «Флорідсдорфер» | 1:0     | «Рудольфшюгель» |

## Фінал
| 21 липня 1907 |

| «Ферст Вієнна»       | 1 – 0 | «Флорідсдорфер» |
| -------------------- | ----- | --------------- |
| 22' Рудольф Геллерль | Звіт  |                 |

| «Гоге Варте» (Відень) Арбітр: Еміль Феррі |